# Питещ
Питещ (на румънски: Pitești) е град в Централна Румъния, административен център на окръг Арджеш.

## География
Отстои на около 120 km западно от столицата на страната Букурещ. Градът се намира в северната част на историческата област Влашко, в западния край на нейната подобласт Мунтения. По-голямата част от него е разположена на десния западен бряг на р. Арджеш, при вливането в нея на река Ръул Доамней.
Градът заема терасите в долината на Арджеш в най-южния край на предпланините на Южните Карпати. В непосредствена близост до града са има 4 язовира по течението на Арджеш. Надморската височина на града е около 280 m.
Населението му е около 155 000 души (2011).

## История
Най-ранните следи от обитаване в района на Питещ са от палеолита. Открити са дакийски монети от III век пр.н.е., копия на тетрадрахми на Лизимах. В съседство с днешния град е съществувало малко римско укрепление, построено през III век като част от защитната система на Дакия.
Първите писмени сведения за Питещ са от 1386 година, когато влашкият войвода Мирчо Стари дарява на манастира Козия мелница в района на селището. Впоследствие то е използвано като временна резиденция от влашките войводи. Разположен в близост до трансилванския град Харманщат и на важния път, пресичащ Карпатите, Питещ става значителен търговски център. В края на XIV век в града има голяма арменска общност. През онзи период селището е разположено само на левия бряг на Арджеш и постепенно се разширява от речния бряг, достигайки до възвишенията на запад.

## Икономика
Питещ е икономически център на района. В града работи нефтената рафинерия „Арпехим“ (Arpechim) от компанията „Петром“. В близкия град Миовени се намира голямо предприятие за производство на автомобили „Дачия“, край него има производители на автомобилни части.
В околностите на Питещ има лозя и сливови градини. На тяхна основа се произвеждат качествени вина и цуйка (сливова алкохолна напитка).

## Други
В града има множество средни училища (колежи) и университет.

## Известни личности
Родени в Питещ
- Йон Антонеску (1882-1946), офицер и политик
- Йон Братиану (1821-1891), политик